# Condado de Middlesex (Connecticut)
O Condado de Middlesex é um dos 8 condados do Estado americano de Connecticut. Como todos os condados do Estado de Connecticut, o Condado de Middlesex não possui função administrativa, nem uma sede de condado. Sua maior cidade é Middletown.
O condado possui uma área de 1 137 km², dos quais 181 km² estão cobertos por água, uma população de 155 071 habitantes, e uma densidade populacional de 162 hab/km² (segundo o censo nacional de 2000). O condado foi fundado em 1785.